# 新港貿易会館

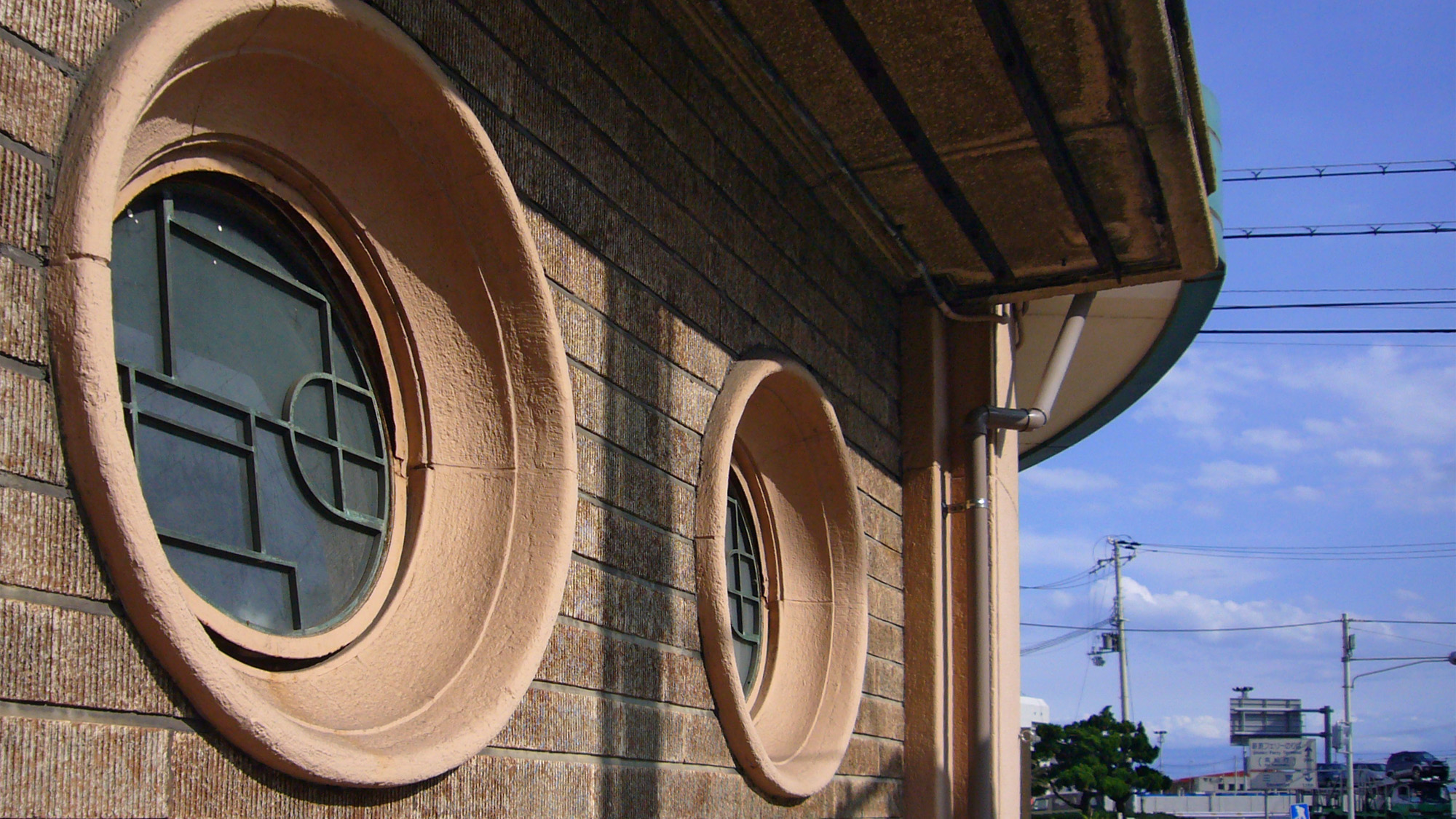
ステンドグラス入りの船室風丸窓

新港貿易会館（しんこうぼうえきかいかん）は兵庫県神戸市中央区の新港地区にある歴史的建造物。国の登録有形文化財に登録されている。

## 概要
1930年（昭和5年）、神戸税関の東向かい、かつ旧神戸市立生糸検査所の南隣に、新港・小野浜地区に点在していた港湾関係業者の事務所を集約するための施設「新港相互館」として建設された。外壁はスクラッチタイル張り、玄関や船室にあるような丸窓などにステンドグラスが配されるなど、幾何学図形、アールデコ風の意匠が凝らされている。国の登録有形文化財の登録、および神戸市指定景観形成重要建造物に指定された後も、テナントビルとして使用され続けている。

## 交通アクセス
- JR三ノ宮駅、阪神神戸三宮駅、阪急神戸三宮駅、地下鉄三宮駅 徒歩20分
- ポートライナー 貿易センター駅 徒歩5分

## 周辺情報
- 新港地区
  - 神戸税関
  - 旧国立生糸検査所
  - 旧神戸市立生糸検査所
- 神戸商工貿易センタービル
- 東遊園地